# Oberdán Caletti

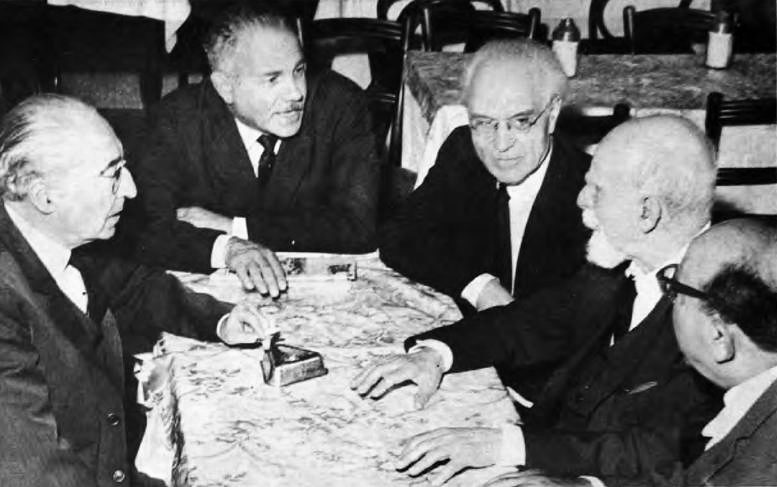
M. H. Alberti, Oberdán Caletti, Luis Di Filippo, Rodolfo Mondolfo y Boleslao Lewin.

Oberdan Caletti (Buenos Aires, 31 de diciembre de 1913 - Chascomús, provincia de Buenos Aires, 16 de febrero de 1976) fue un filósofo, escritor y docente universitario argentino.
Nació en Buenos Aires en 1913. En 1943 obtuvo su licenciatura en la Facultad de Filosofía y Letras de la Universidad de Buenos Aires. 
Enseñó filosofía e historia de la cultura en diversas universidades como la Universidad Nacional de La Plata, la Universidad Nacional del Nordeste, en el Colegio Nacional de Buenos Aires de la Universidad de Buenos Aires y en la Universidad Tecnológica Nacional. Además, fue secretario de la Facultad de Humanidades y Ciencias de la Educación de la Universidad Nacional de La Plata; fundador y decano de la Facultad de Humanidades de la Universidad Nacional del Nordeste y rector interventor de la misma. También fue director de las becas de estudio de la Universidad de Buenos Aires; presidente del Comité Regional para el Nordeste del CONICET; presidente del Comité para el intercambio de personas de la Unesco Argentina; así como secretario de la Sociedad Filosofía Argentina.
Se dedicó además al estudio de la cultura italiana. Fue miembro fundador del movimiento "Italia Libera", director del suplemento literario-político del cotidiano Italia Libera, colaborador permanente del Corriere degli italiani, colaborador de la revista Cultura Italiana dirigida por Guido De Ruggiero. Colaborador de la Gran Enciclopedia Argentina EDIAR y del Gran Diccionario Enciclopédico Ilustrado OMEBA; director de la Enciclopedia del Pensamiento Esencial en el Centro Editor de América Latina.
Como traductor publicó obras de Benedetto Croce, Rodolfo Mondolfo, Gioele Solari, Max Ascoli, Adolfo Rayé, Paolo E. Lamanna, Ugo Mondolfo y la primera edición argentina de Pinocho de Carlo Collodi. Dio clases de castellano a inmigrantes italianos en el Centro de Cultura de la Asociación Italia Libera.
En sus últimos años se había dedicado con pasión a la causa de la difusión del libro Argentino como gerente de la Cámara Argentina de Publicaciones y como miembro del Comité Ejecutivo de la Segunda Exposición Internacional del Libro del Autor al Lector. Su muerte prematura le impidió terminar la biografía de Rodolfo Mondolfo que estaba preparando por encargo de la Dante Alighieri de Buenos Aires.
Murió en las proximidades de Chascomús (provincia de Buenos Aires) en 1976, en un accidente de tránsito, yendo a vacacionar a la costa junto con su esposa Elena Kaplan. Es padre de Sergio Caletti, teórico de la comunicación.

## Reconocimiento
- 1969. Estrella de la solidaridad, otorgada por la República Italiana por la difusión de la cultura italiana.
- 1971. Premio Dante, otorgado por la Asociación Dante Alighieri.

1. ↑  Petriella & Miatello. (1976). «Diccionario Biogrfico Italo-Argentino.». Asociacion Dante Alighieri de Buenos Aires. Repblica Argentina ISBN 9089-85/. Archivado desde el original el 22 de diciembre de 2014.